# Fuseau de Jeannette
Le fuseau de Jeannette (ou quenouille de Jeannette,,) est un menhir de Sarzeau, dans le Morbihan en France.

## Localisation
Le mégalithe est situé immédiatement au nord de la route RD780, à environ 200 m à vol d'oiseau du hameau de Larguéven (en Saint-Gildas-de-Rhuys), où se situe le musée des arts, métiers et commerces.

## Description
Le menhir se présente comme une grande pierre couchée, d'environ 5,5 m,. Sa base mesure environ 2 × 1 m.
Des cupules sont encore visibles sur ses flancs.

## Historique
Le monument date du Néolithique.
Le menhir est inscrit au titre des monuments historiques par arrêté du 28 juillet 1969.